# Franz Peherstorfer
Franz Peherstorfer (* 26. Juli 1950 in Zwettl an der Rodl; † 27. November 2009 in Linz) war ein österreichischer Mathematiker und Hochschullehrer an der Universität  Linz.
Nach einem Mathematikstudium an der Universität Linz promovierte er 1977 bei Paul Otto Runck zum Thema Lineare und nichtlineare {\displaystyle L^{1}}-Approximation. Im Jahr 1985 habilitierte er sich an der Universität Linz, wo er bis zu seinem Tod Vorstand der Abteilung „Dynamische Systeme und Approximationstheorie“ war.
Im Jahr 1983 erhielt er den Förderungspreis der Österreichischen Mathematischen Gesellschaft.
Er ist Autor von über 100 Arbeiten und befasste sich unter anderem mit Orthogonalen Polynomen und Approximationstheorie, wo er viele wichtige und tiefe Beiträge geleistet hat. Er war unter anderem Editor bei Journal of Approximation Theory.